# Monster on a Plane
Monster on a Plane ist ein deutscher Creature-Feature-Horrorfilm aus dem Jahr 2024, der von Ezra Tsegaye geschrieben und inszeniert wurde. Der Film wurde von Riot City Entertainment in Kooperation mit Cornelsen Films produziert und feierte seine Weltpremiere beim Brussels International Fantastic Film Festival (BIFFF).

## Handlung
Professor Singh begibt sich auf eine gefährliche Mission, um eine geheimnisvolle Kreatur aus einem fernen Land nach Deutschland zu bringen. Während des Fluges wird das Flugzeug von unerwarteten Turbulenzen erschüttert, wodurch das Monster erwacht. Chaos bricht aus, als die Kreatur beginnt, die Passagiere anzugreifen. Die Stewardess Nathalie und der Lehrer Ben versuchen, das Flugzeug zu retten, doch die Situation verschärft sich, als sie auch einen skrupellosen Mörder unter den Passagieren entdecken.

## Hintergrund
Monster on a Plane verzichtet auf CGI-Effekte und verwendet stattdessen handgemachte visuelle Effekte (VFX) sowie Animatronics. Das kleinere Monster im Film ist ein Animatronic, das von einem Puppenspieler und über Fernsteuerung bedient wurde, während das größere Monster von einem Puppenspieler getragen werden konnte. Diese Kreaturen wurden von Chris Kunzmann von Chris Creatures Filmeffects angefertigt. Die Flugzeugaußenaufnahmen basierten auf Miniaturen, die von Berton Pierce im Greenscreen-Studio gedreht wurden. Claus Grüßner von ShapeshiftersFX war für die Prothesen und Make-up-Effekte verantwortlich.

## Produktion
Die Dreharbeiten fanden hauptsächlich in Berlin statt. Die Szenen im Inneren des Flugzeugs wurden in einem Trainingsflugzeugzentrum für Piloten und Flugbegleiter in der Nähe des Flughafens Berlin-Schönefeld gedreht.

## Rezeption
Der Film wird für seine Hommage an klassische Creature-Features wie Gremlins und Critters gelobt. Kritiker hoben die kreativen handgemachten Effekte hervor, die ein Retro-Feeling und eine „graphic-novel-ähnliche“ Ästhetik erzeugen. Trotz des geringen Budgets wurde die Kreativität der Filmemacher, insbesondere bei den praktischen Effekten und Miniaturen, positiv bewertet.

## Veröffentlichung und Festivals
Monster on a Plane wurde auf mehreren internationalen Filmfestivals gezeigt, darunter das Brussels International Fantastic Film Festival (BIFFF), das Sitges Festival Internacional de Cinema Fantàstic de Catalunya und das Horrorant Filmfestival in Griechenland, wo der Film mit dem Preis für Best Special Effects ausgezeichnet wurde. Die Spezialeffekte wurden von Chris Kunzmann (Creature Design), Claus Grüßner (Special Make-up Effects) und Berton Pierce (Miniature Design) entwickelt und realisiert.